# Аграрная либеральная партия
Аграрная либеральная партия (англ. Country Liberal Party, CLP) — австралийская либерально-консервативная политическая партия, действует на Северной территории, где она является своего рода местным эквивалентом Либеральной партии Австралии и Национальной партии Австралии.
В Палате представителей и Сенате представители партии входят в правящую либерально-национальную коалицию.

## История
В 1966 году Аграрная партия (в настоящее время — Национальная партия Австралии) располагала большим влиянием на Северной территории, в то время как местная Либеральная партия была малочисленной. Поэтому местные сторонники Либеральной партии поддержали в 1966 и 1972 годах кандидата от Аграрной партии на выборах единственного сенатора от Территории. В результате сформировался альянс, направленный в основном против Австралийской лейбористской партии (АЛП).
В 1974 году Северная Территория получила самоуправление и своё собственное Законодательное собрание. Местные сторонники Аграрной и Либеральной партий решили создать объединённую самостоятельную политическую партию — «Аграрную либеральную партию» — и выставить совместных кандидатов в Собрание. Это принесло успех, и до 2001 года новая партия контролировала Законодательное собрание Северной Территории.
В 1979 году Аграрная либеральная партия формально аффилировалась с Национальной аграрной партией и Либеральной партией.
В 2001 году Аграрная либеральная партия утратила контроль над правительством Северной Территории, который перешёл к лейбористам.
На выборах 2012 года партия одержала победу и сформировала правительство Северной Территории во главе со своим лидером Терри Миллсом. В 2013 году лидером партии избран Адам Джайлс, он также стал новым главой правительства.